# Pyrois sciaphila
Pyrois sciaphila är en fjärilsart som beskrevs av Otto Staudinger 1870. Pyrois sciaphila ingår i släktet Pyrois och familjen nattflyn. Inga underarter finns listade.